# Женская сборная Кипра по баскетболу 3×3
Женская сборная Кипра по баскетболу 3×3 представляет Республику Кипр на международных соревнованиях по баскетболу 3×3. Управляющим органом является Федерация баскетбола Кипра.
По состоянию на 11 сентября 2024, женская сборная Кипра по баскетболу 3×3 занимает 104-е место в мировом рейтинге ФИБА женских сборных по баскетболу 3×3.

## Результаты выступлений
| Турнир                             | Золото | Серебро | Бронза | Всего |
| ---------------------------------- | ------ | ------- | ------ | ----- |
| Чемпионат Европы по баскетболу 3×3 | —      | —       | —      | —     |
| Итого                              | —      | —       | —      | —     |

### Чемпионат Европы по баскетболу 3x3
| Год        | Место          | Игры           | Победы         | Поражения      | Состав команды                                                   |
| ---------- | -------------- | -------------- | -------------- | -------------- | ---------------------------------------------------------------- |
| 2014—2021  | не участвовали | не участвовали | не участвовали | не участвовали | не участвовали                                                   |
| Грац 2022  | 10             | 2              | 0              | 2              | Veatriki Akathiotou, Petra Orlovic, Eleni Pilakouta, Tijana Raca |
| 2023—н. в. | не участвовали | не участвовали | не участвовали | не участвовали | не участвовали                                                   |